# Samt El Abriyaa
Samt El Abriyaa (arabe : صمت الأبرياء, français : Silence des innocents), est une série télévisée algérienne, réalisée par Amare Tribech dont la diffusion est depuis le 27 mai 2017 sur Télévision Algérienne, A3 et Canal Algérie,,.

## Distribution
| Actor/Actress       | Character |
| ------------------- | --------- |
| Khadidja Mezini     | Meriem    |
| Djamel Aouane       | Omar      |
| Sara Lalama         | Hanane    |
| Mohamed Ajaimi      | Rabah     |
| Meriem Zebiri       | Malika    |
| Noureddine Boussouf | Hamid     |
| Kamel Rouini        | Chihab    |
| Faiza Nawel Djada   | Céline    |
| Tinhinane           | Zahra     |
|                     |           |
| Abdennour Baameur   | Amine     |

## Diffusion
| Season | Season | Nb. épisodes | Diffusion originale | Diffusion originale |
| Season | Season | Nb. épisodes | Début de saison     | Fin de saison       |
| ------ | ------ | ------------ | ------------------- | ------------------- |
|        | 1      | 30           | 27 mai 2017         | 25 juin 2017        |